# Ludwig Roman Fleischer
Ludwig Roman Fleischer (* 17. September 1952 in Wien) ist ein österreichischer Schriftsteller.

## Leben
Neben dem Studium der Anglistik und Philosophie verdingte sich Fleischer als Telefonist, Fotolaborant, Nachtwächter, Kraftfahrer, Bankangestellter und Kinderbetreuer. Seine Lehrtätigkeit an einer höheren Schule in Wien dauerte von 1977 bis 2012; zwischen 1979 und 1982 war er Universitätsassistent in Wien (Institut für Amerikanistik). In den 1980er Jahren war er als Kleinverleger tätig, von 1998 bis 2004 als Leiter einer Schreibwerkstatt für Patienten in Drogentherapie. Gelegentlich arbeitet er auch als Moderator von Literaturveranstaltungen und als Lektor, außerdem ist er mit dem Autorenverlag Sisyphus assoziiert. Er lebt in Wien und Feld am See, Kärnten. Fleischer ist verheiratet und hat einen erwachsenen Sohn.

## Werkbeschreibung
Ludwig Roman Fleischer verfasst als fiktionaler Chronist seit 1990 jedes Jahr einen Roman, der entweder einer speziellen Berufsgattung, einem skurril-überdrehten Jubiläum oder der Krise einer Kunstgattung gewidmet ist. Hintereinander gelesen ergeben die Romane ein dichtes Sittenbild österreichischer Provenienz, wobei sich der prognostische Wahnwitz der dargestellten Ereignisse hintennach als pure Realität herausstellt.

## Werke
- Rakontimer. Roman. Klagenfurt 1990.
- Weg-Weiser von Österreich. Roman. Klagenfurt 1991.
- Obsieger oder Der Tag der österreichischen Freiheit. Roman. Wien 1992.
- Hellebard, der 68er oder Die Biegung der ersten Person. Roman. Klagenfurt 1993.
- Fernverbindung. Erzählungen. Mödling 1994.
- Reichsbrücken-Rhapsodie. Roman. Wien 1994.
- Herbergsuche. Andere Weihnachtsgeschichten. Klagenfurt 1995.
- Der Castellaner. Ein Abschied von den Alternativen. Roman. Klagenfurt 1998.
- Seewinkler Dodekameron. Ein pannonischer Erzählreigen in zwölf Teilen. Klagenfurt 1999.
- Aus der Schule oder Europaanstalt Mayerlingplatz. Roman. Klagenfurt 1999.
- Letzte Weihnachten. Weihnachtsgeschichten. Klagenfurt 2000. ISBN 3-901960-04-X
- Die Geschlechtsbegründung. Klagenfurt 2001. ISBN 3-901960-06-6
- Michi und Michi aus Michelstadt. Klagenfurt 2002. ISBN 3-901960-18-X
- basic reality. Geschichten von der Gegenwart der Zukunft. Klagenfurt 2002. ISBN 3-901960-16-3
- Glück ohne Ruh. Liebesgeschichten. Klagenfurt 2003. ISBN 3-901960-22-8
- Weihnachten im Entzug. Roman. Klagenfurt 2004. ISBN 3-901960-25-2
- Edam und Ava. Ein Schüttelepos nach John Milton. Klagenfurt 2004. ISBN 3-901960-24-4
- Dorf der Seele. Erzählungen aus der Kärntner Umgebung. Klagenfurt 2005. ISBN 3-901960-30-9.
- Zurück zur Schule. Roman. Klagenfurt, Wien 2006. ISBN 3-901960-33-3
- Der Büttelschrei. Die Ilias, die Äneis und die göttliche Komödie in Schüttelreimen. Klagenfurt, 2007. ISBN 978-3-901960-39-0.
- Die Behinderung oder Gabriels letzte Sendung. Klagenfurt, 2009. ISBN 978-3-901960-41-3.
- Das Buch der Käuze. Klagenfurt, 2009. ISBN 978-3-901960-48-2.
- Weanarisch leana. Klagenfurt, 2011. ISBN 978-3-901960-56-7.
- Alles Holler oder Das Unterste zum Oberst. Klagenfurt, 2012. ISBN 978-3-901960-61-1.
- Nichts als die Wahrheit. Klagenfurt, 2013. ISBN 978-3-901960-69-7.
- Rattenfänger von Wien. Klagenfurt, 2014. ISBN 978-3-901960-75-8.
- Unerwünschte Nebenwirkungen. Satiren. Klagenfurt 2015. ISBN 978-3-903125-04-9.
- Kuchlweanarisch Leana. Dialektlehrbuch. Klagenfurt, 2016 ISBN 978-3-901960-93-2.
- Atlantis. Roman. Klagenfurt, 2017. ISBN 978-3-903125-14-8.
- Bad Weihnachten. Erzählungen im Lärm der stillsten Zeit. Klagenfurt, 2018. ISBN 978-3-903125-33-9.
- Die letzten hundert Jahre. Roman. Klagenfurt, 2019. ISBN 978-3-903125-37-7.
- Weana Gschicht und Weana Gschichtln. Fon da Stahzääd bis zur Easchtn Republik. Geschichte Wiens auf Wienerisch 1. Klagenfurt/Celovec und Wien 2020. ISBN 978-3-903125-49-0.

- Hundert Jahre Seewinkel. Erzählungen. Klagenfurt, 2021. ISBN 978-3-903125-58-2.
- Weana Gschicht und Weana Gschichtln. Fom End fon da Manachie bis häht. Geschichte Wiens auf Wienerisch 2. Klagenfurt/Celovec und Wien 2022. ISBN 978-3-903125-64-3.
- Partnerlook. Monologroman. Klagenfurt/Celovec und Wien 2022. ISBN 978-3-903125-71-1.
- Verloren. Erzählungen. Klagenfurt/Celovec und Wien 2023. ISBN 978-3-903125-78-0.
- Anamnesen. Geschichten vom Kranksein. Klagenfurt/Celovec und Wien 2024. ISBN 978-3-903125-91-9.

## Preise und Auszeichnungen
- 1990 Ernst-Willner-Preis des Ingeborg-Bachmann-Wettbewerbs
- 1992 Übersetzerprämie des Bundesministeriums für Unterricht und Kunst

- 1997 2. Preis beim Kurzgeschichtenwettbewerb des Ostdeutschen Kulturrates Köln
- 2007 3. Preis beim Kurzprosawettbewerb Goldenes Kleeblatt, Eisenstadt
- 2017 3. Preis beim Kurzprosawettbewerb „Zündeln“ in München